# Påtorp
Påtorp är ett bostadsområde söder om Ronneby bestående av friliggande villor och radhus, företrädesvis byggda under 1970- och 1980-talen. Påtorp gränsar i norr till området Hulta, i öster till Gärestad i söder till Fornanäs och i väster till Ronnebyån. Inom området finns en ridanläggning med två ridhus, stallar och rasthagar. Påtorp - Fornanäsområdet har varit befolkat sedan urminnes tider och har gott om fornlämningar.

## Fotnoter
1. ↑  ”Ronneby Horsecenter”. Arkiverad från originalet den 8 maj 2013. https://web.archive.org/web/20130508232306/http://ronneby.se/sv/uppleva-gora/idrott-motion-och-friluftsliv/idrottsanlaggningar/ridanlaggningar/.
2. ↑  ”Blekinge Museum rapport 2006:14”. Arkiverad från originalet den 7 augusti 2020. https://web.archive.org/web/20200807195232/http://www.blekingemuseum.se/system/reports/pdfs/000/000/117/original/P%C3%A5torp-Fornan%C3%A4s_Kulturmilj%C3%B6utredning.pdf?1471502423. Läst 7 augusti 2020.